# Brian Jensen (football, 1975)
Pour les articles homonymes, voir Brian Jensen et Jensen.
Brian Paldan Jensen (né le 8 juin 1975 à Nørrebro, Danemark) est un footballeur danois,  ayant réalisé l’essentiel de sa carrière avec le club de Burnley et évoluant actuellement au poste de gardien de but au Crusaders
Brian Jensen n'a jamais été sélectionné pour jouer avec la sélection danoise. Il est souvent surnommé « The beast » (en anglais : « la bête »).

## Biographie

### Début de carrière
Né et élevé à Nørrebro, il commença à jouer au football en tant que défenseur dans une équipe de jeunes du B 93 Copenhague.

Le gardien de l’équipe étant jugé trop petit, le poste a été confié au joueur le plus grand de l’équipe, Brian Jensen.

### Professionnel
Parti aux Pays-Bas, à l'âge de 22 ans à l'AZ Alkmaar, il ne s'y impose pas et ne disputera qu'un match en deux saisons après avoir été prêté au Hvidovre IF au Danemark.
En 2000 il s'engage au West Bromwich Albion FC et voit enfin sa carrière décoller, essentiellement remplaçant, il prend la place de titulaire lors de sa troisième saison au club.
En fin de contrat en 2003, il rejoint Burnley en Championship, et accède à la Premier League à la fin de la saison 2008-09.
Le 2 septembre 2013 il rejoint Bury.

## Palmarès
- Championnat d'Irlande du Nord : 2018